# Bredablick, Mälarhöjden

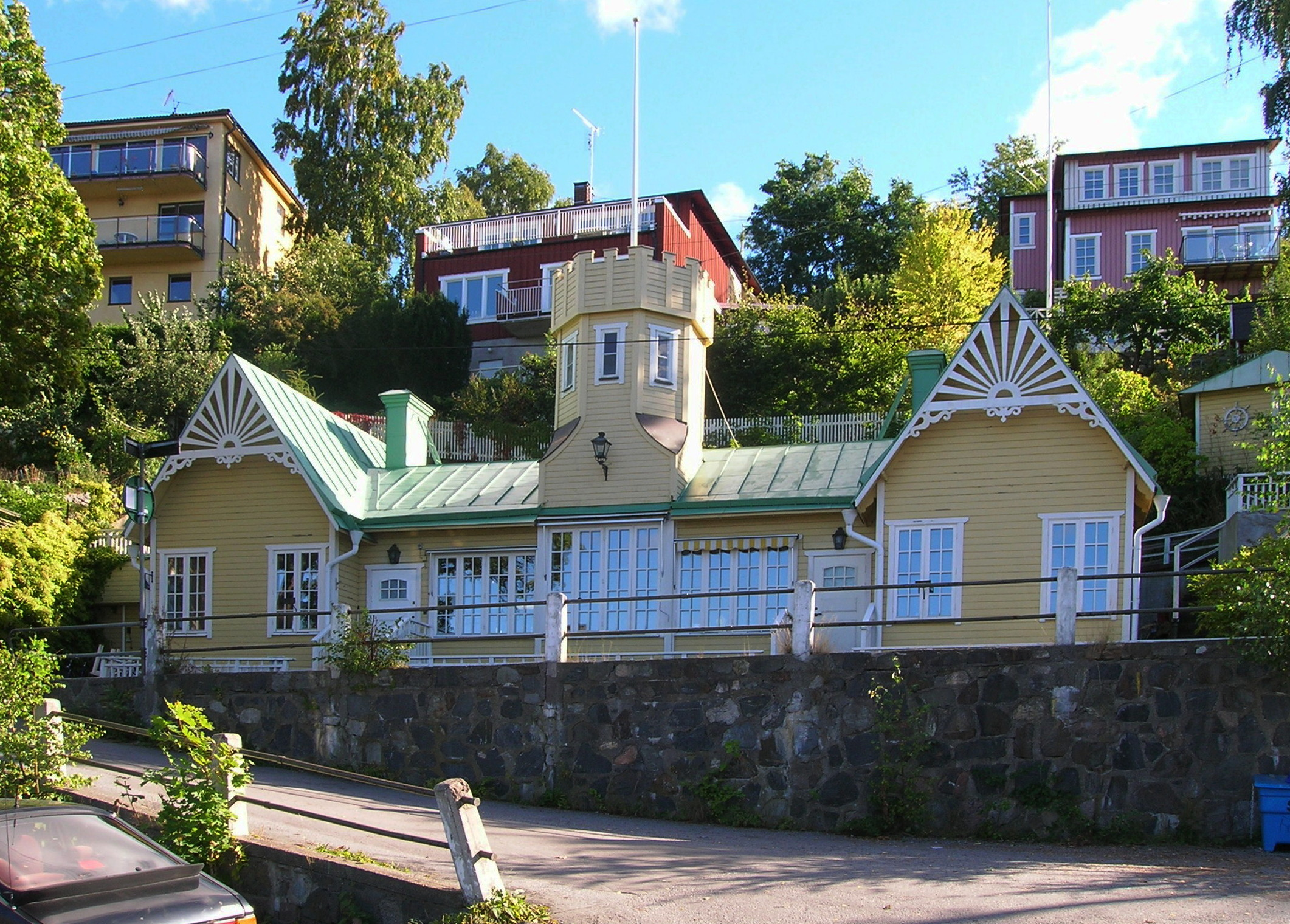
Villa Bredablick, 2005.

Bredablick är en villa belägen vid Pettersbergsvägen 45 i Mälarhöjden i södra Stockholm, vid Fridhemsbryggan. Villan uppfördes någon gång mellan 1906 och 1909.

## Historik

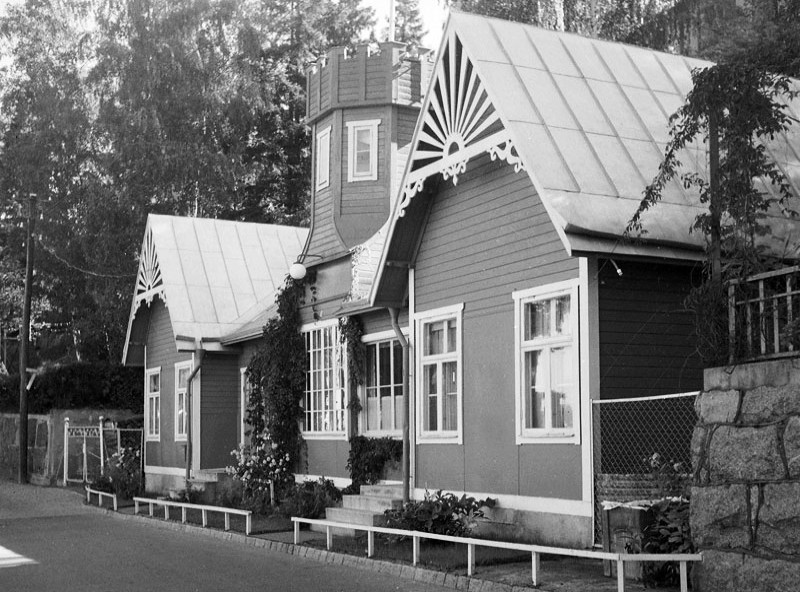
Bredablick 1948
Foto: Lennart af Petersens

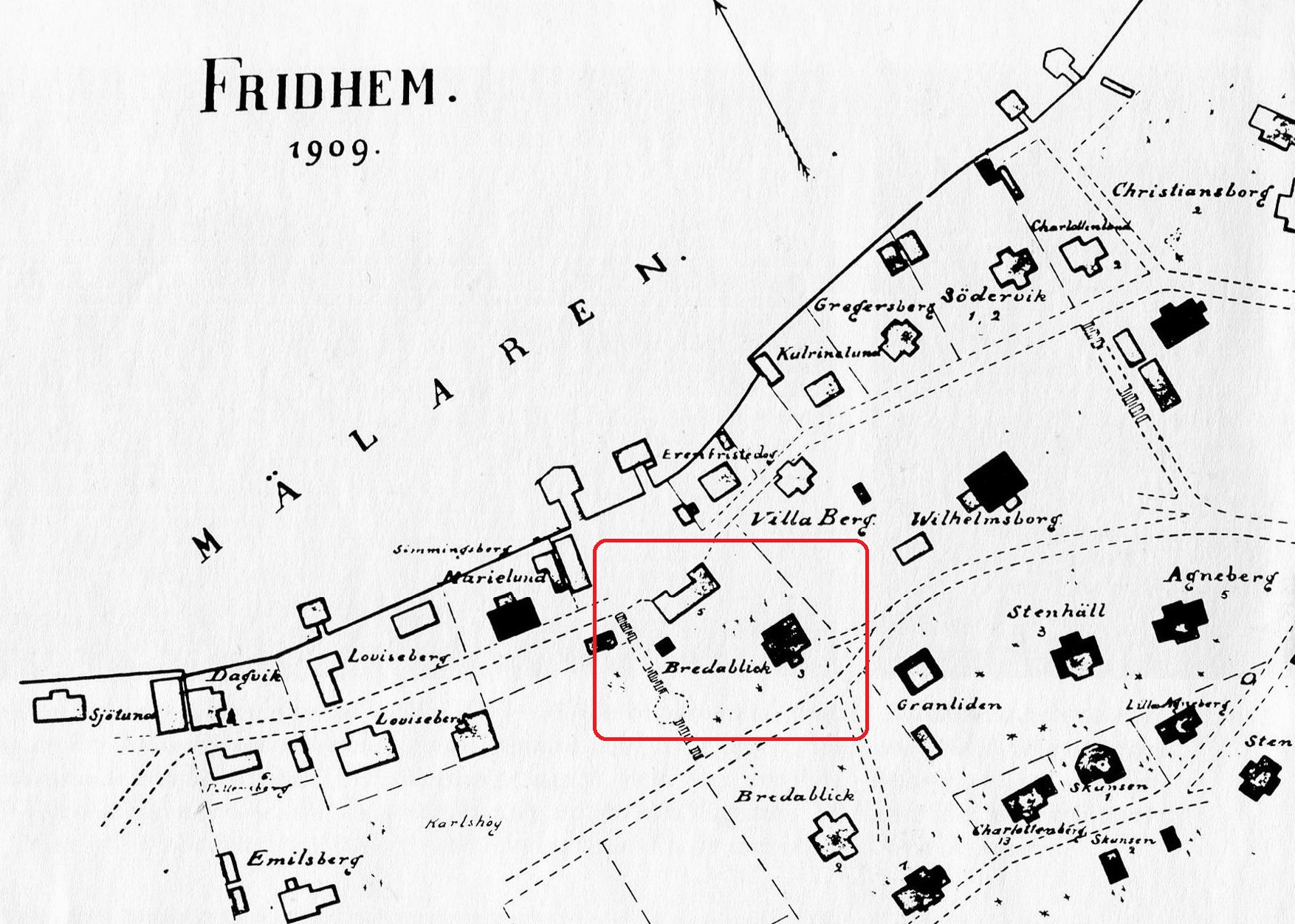
Bredablick (i röd ram), 1909.

Namnet "Bredablick" beskriver fastighetens enastående läge i en sluttning med fin utsikt över Mälaren. "Bredablick" var bara ett av många fantasifulla namn som gavs villorna i Fridhem innan vägarna hade fastställda namn. Namnen, som ibland även stod skrivna på fasaderna, fungerade då som postadress. Ovanför Bredablick fanns ytterligare några villor som hade samma namn.
Trävillan "Bredablick" består av två parallella byggnadskroppar som sammanlänkas av en förbindelsebyggnad med ett central anordnat torn. Gavelspetsarna uppvisar rik lövsågeri. Fasaderna är klädda med liggande panel i gul kulör. Taken är täckta med falsad, grönmålad plåt. Mittendelen har stor punschveranda med blick över Mälaren. Direkt intill "Bredablick" (väster om) leder trappan Jakobs stege upp till Backebogatan och vidare till Vindbacken.
Huset finns inte med på bilder från omkring 1906 men väl på en karta från juli 1909. På sin tid utgjorde Bredablick något av områdets centrum, beläget vid Fridhemsbryggan. I huset fanns några affärer, bland dem en cigarraffär som ägdes av grosshandlaren Nils Sandberg, en av initiativtagarna till Fridhems villastad och ägare av Johannisdalsgården. Familjen Sandberg bodde dock i Villa Emilsberg (längst till vänster på kartan från 1909), ett stenkast ifrån Bredablick. På ett fotografi från omkring 1911 syns hans son, Clarence Sandberg, i dörröppningen till affären. I huset låg även ett ölcafé som existerade fortfarande på 1930-talet. Då hade dock ölutskänkningstillståndet dragits in sedan en civilklädd polis serverades en pilsner utan den obligatoriska smörgåsen.